# Tousséguéla
Tousséguéla è un comune rurale del Mali facente parte del circondario di Kolondiéba, nella regione di Sikasso.
Il comune è composto da 8 nuclei abitati:
- Bogola
- N'Golola
- Salila
- Sokolodié
- Tienkou
- Tienkouago
- Zagouala
- Tousséguéla